# 亨利·艾林
亨利·艾林（英語：Henry D. Eyring，1901年2月20日—1981年12月26日），墨西哥出生的美国理论化学家。艾林曾任1963年度美国化学会主席和1965年度美国科学促进会主席，因其對發展過渡態理論的貢獻，分別於1966年及1980年獲得美国国家科学奖章及沃爾夫化學獎。

## 简历
亨利·艾林1901年出生于墨西哥奇瓦瓦州小镇科洛尼亚华雷斯的一个牧场并在那里度过了他11年的童年。1912年7月，艾林全家因墨西哥革命中的骚乱而随其他4200余人一起迁移到美国得克萨斯州艾爾帕索，一年后艾林家又搬迁到亚利桑那州的皮玛。在皮玛，艾林完成了自己的高中学业，在校期间表现出了他在数学和自然科学方面的天赋。
1919年，艾林获得亚利桑那州奖学金就读亚利桑那大学，1923年获得矿业工程、冶金学及化学学士学位，次年获得硕士学位。随后他又就读柏克萊加州大學并获得化学博士学位。1927年毕业后即受聘于威斯康星大学麦迪逊分校，1931年到普林斯顿大学任讲师。1946年，艾林转任犹他大学研究生院院长至1967年，犹他大学化学系系馆就是以亨利·艾林的名字命名的。
艾林最早将量子力学和统计力学用于化学，并发展了绝对速率理论和液体的有效结构理论，奠定了反应速率的过渡态理论。作为一个多产的作者，他著有600余篇学术论文，《速率过程理论》、《现代化学动力学》等10本科学书籍，以及若干关于科学与宗教的书籍。
艾林是耶穌基督後期聖徒教會教徒，艾林和夫人米尔德里德·本尼恩共同育有三个儿子：爱德华·M·艾林是犹他大学的化学教授；亨利·B·艾林是耶稣基督后期圣徒教会总会会长团的首席顾问；哈登·B·艾林是犹他州高等教育委员会的执行副委员长。

## 荣誉
因其對理論化學，特別是化學反應速率及過渡態理論的貢獻，艾林获得过以下荣誉及奖励：
- 1932年，美国科学促进会纽科姆·克利夫兰奖
- 1964年，彼得·德拜奖
- 1966年，美國國家科學獎章
- 1967年，朗缪尔奖
- 1969年，萊納斯·鮑林奖章
- 1969年，富兰克林学会Elliott Cresson奖章
- 1975年，T.W.理查兹奖章
- 1975年，普利斯特里奖章
- 1979年，柏济力阿斯奖章
- 1980年，沃尔夫化學奖
- 美国国家科学院院士
- 国际量子分子科学院院士